# Ewing (Nueva Jersey)
El municipio de Ewing (en inglés: Ewing Township) es un municipio ubicado en el condado de Mercer en el estado estadounidense de Nueva Jersey. En el año 2010 tenía una población de 35.790 habitantes y una densidad poblacional de 885,89 personas por km².

## Geografía
El municipio de Ewing se encuentra ubicado en las coordenadas 40°15′36″N 74°47′20″O / 40.26000, -74.78889.

## Demografía
Según la Oficina del Censo en 2000 los ingresos medios por hogar en el municipio eran de $57,274 y los ingresos medios por familia eran $67,618. Los hombres tenían unos ingresos medios de $44,531 frente a los $35,844 para las mujeres. La renta per cápita para la localidad era de $24,268. Alrededor del 6.4% de la población estaba por debajo del umbral de pobreza.